# Meistaradeildin (1973)
Meistaradeildin 1973 – 31. sezon pierwszej ligi piłki nożnej archipelagu Wysp Owczych. W rozgrywkach brało udział 6 zespołów, zwycięzcą został HB Tórshavn, pokonując KÍ Klaksvík - mistrza z sezonu 1972.

## Uczestnicy
| Uczestnicy Meistaradeildin 1972                                                                               | Uczestnicy Meistaradeildin 1972 | Uczestnicy Meistaradeildin 1972 | Uczestnicy Meistaradeildin 1972 |
| --- | ------------------------------- | ------------------------------- | ------------------------------- |
| KÍ | KÍ Klaksvík                     | 1                               |                                 |
| HB | HB Tórshavn                     | 2                               |                                 |
| B36 | B36 Tórshavn                    | 3                               |                                 |
| TB | TB Tvøroyri                     | 4                               |                                 |
| VB | VB Vágur                        | 5                               |                                 |
| ÍF | ÍF Fuglafjørður                 | 6                               |                                 |
| Oznaczenia: - kolumna pierwsza – skróty nazw drużyn, - kolumna trzecia – miejsce zajęte w poprzednim sezonie. |                                 |                                 |                                 |

## Rozgrywki

### Tabela ligowa
| Lp. | Drużyna         | M  | Z  | R | P | Bramki | Bramki | Różn. | Pkt | Uwagi                                |
| --- | --------------- | -- | -- | - | - | ------ | ------ | ----- | --- | ------------------------------------ |
| 1   | HB Tórshavn (M) | 10 | 10 | 0 | 0 | 41     | 8      | +33   | 20  |                                      |
| 2   | KÍ Klaksvík     | 10 | 8  | 0 | 2 | 25     | 9      | +16   | 16  |                                      |
| 3   | TB Tvøroyri     | 9  | 4  | 0 | 5 | 13     | 12     | +1    | 8   | Mecz między drużynami nie odbył się1 |
| 4   | VB Vágur        | 9  | 3  | 1 | 5 | 18     | 20     | −2    | 7   | Mecz między drużynami nie odbył się1 |
| 5   | B36 Tórshavn    | 10 | 2  | 1 | 7 | 12     | 25     | −13   | 5   |                                      |
| 6   | ÍF Fuglafjørður | 10 | 1  | 0 | 9 | 11     | 46     | −35   | 2   |                                      |

### Wyniki spotkań
| Gospodarz \ Gość | B36 | HB  | ÍF  | KÍ  | TB  | VB  |
| B36 Tórshavn     |     | 0:4 | 5:2 | 1:6 | 1:0 | 0:2 |
| HB Tórshavn      | 4:2 |     | 8:0 | 2:0 | 3:1 | 4:2 |
| ÍF Fuglafjørður  | 4:2 | 0:7 |     | 0:3 | 0:1 | 2:5 |
| KÍ Klaksvík      | 1:0 | 1:2 | 6:1 |     | 2:1 | 3:1 |
| TB Tvøroyri      | 1:0 | 0:1 | 5:2 | 1:2 |     |     |
| VB Vágur         | 1:1 | 2:6 | 4:0 | 0:1 | 1:3 |     |

Aktualne na 6 sierpnia 2012. Źródło: FaroeSoccer.com
Objaśnienia:
1Drużyna gospodarzy jest wymieniona po lewej stronie tabeli.
Kolory: zielony – zwycięstwo gospodarzy, żółty – remis, różowy – zwycięstwo gości.